# Paulo Albarracín
Paulo César Albarracín García (Callao, 1989. november 30. –) perui válogatott labdarúgó, posztját tekintve középpályása.

## Mérkőzései a perui válogatottban
| #  | Dátum             | Ellenfél           | Eredmény | Kiírás              | Esemény |
| -- | ----------------- | ------------------ | -------- | ------------------- | ------- |
| 1. | 2013. március 26. | Trinidad és Tobago | 3 – 0    | barátságos mérkőzés |         |
| 2. | 2013. április 17. | Mexikó             | 0 – 0    | barátságos mérkőzés | 74'     |